# Hi-Nella
Hi-Nella es un borough ubicado en el condado de Camden en el estado estadounidense de Nueva Jersey. En el año 2010 tenía una población de 870 habitantes y una densidad poblacional de 1.450 personas por km².

## Geografía
Hi-Nella se encuentra ubicado en las coordenadas 39°50′07″N 75°01′18″O / 39.83528, -75.02167.

## Demografía
Según la Oficina del Censo en 2000 los ingresos medios por hogar en la localidad eran de $34,948 y los ingresos medios por familia eran $38,393. Los hombres tenían unos ingresos medios de $32,308 frente a los $25,759 para las mujeres. La renta per cápita para la localidad era de $19,285. Alrededor del 12.2% de la población estaba por debajo del umbral de pobreza.